# Халыктар Достыгы
Халыктар Достыгы (каз. Халықтар достығы, до 2000 г. — Дружба народов) — село в Жетысайском районе Туркестанской области Казахстана. Административный центр Абайского сельского округа. Код КАТО — 514433100.

## Население
В 1999 году население села составляло 2172 человека (1069 мужчин и 1103 женщины). По данным переписи 2009 года, в селе проживало 3035 человек (1500 мужчин и 1535 женщин).